# Yann Mabella
Yann Mabella (Toulouse, 22 de febrero de 1996) es un futbolista francés, nacionalizado congoleño, que juega en la demarcación de delantero para el Racing F. C. Union Luxemburgo de la División Nacional de Luxemburgo.

## Selección nacional
Hizo su debut con la selección de fútbol de la República del Congo en un partido amistoso contra Níger que finalizó con un resultado de 0-1 tras el gol de Guy Mbenza.

## Clubes
| Club                          | País       | Año       | Partidos | Goles |
| ----------------------------- | ---------- | --------- | -------- | ----- |
| A. S. Nancy II                | Francia    | 2014-2017 | 54       | 22    |
| A. S. Nancy                   | Francia    | 2015-2017 | 5        | 0     |
| LB Châteauroux (cedido)       | Francia    | 2017-2018 | 11       | 3     |
| LB Châteauroux II (cedido)    | Francia    | 2018      | 1        | 1     |
| A. S. Nancy II                | Francia    | 2018      | 8        | 2     |
| A. S. Nancy                   | Francia    | 2018      | 4        | 0     |
| Tours F. C. II                | Francia    | 2019      | 2        | 0     |
| Tours F. C.                   | Francia    | 2019      | 11       | 1     |
| Racing F. C. Union Luxemburgo | Luxemburgo | 2019-2022 | 78       | 44    |
| Excelsior Virton              | Bélgica    | 2022-2023 | 32       | 4     |
| Waldhof Mannheim              | Alemania   | 2023-2024 | 4        | 0     |
| Racing F. C. Union Luxemburgo | Luxemburgo | 2024-     | 16       | 12    |